# Heguri
Heguri (平群町, Heguri-chō) est un bourg situé dans le district d'Ikoma de la préfecture de Nara, au Japon.

## Géographie

### Démographie
En 2013, la population de Heguri était de 18 933 habitants.

## Transports
Heguri est desservi par la ligne de chemin de fer Ikoma, reliant Ikoma à Ōji et opérée par la Kintetsu Corporation.

## Patrimoine culturel
Le bourg de Heguri possède un important temple, le Chōgosonshi-ji, construit par le prince Shōtoku au VIIe siècle, ainsi que la tombe de Nagaya et les vestiges du château de Shigisan.

## Galerie

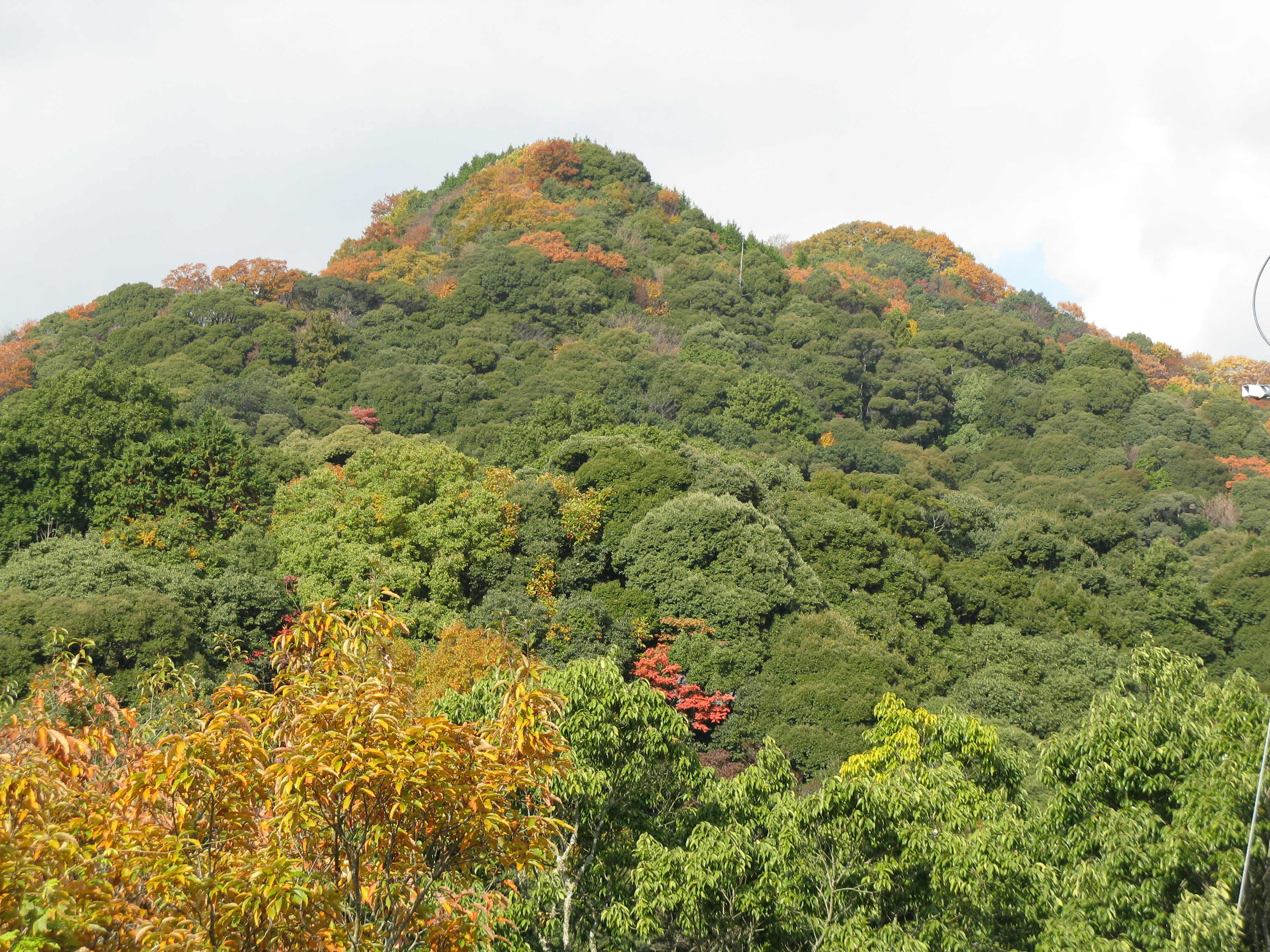
Mont Shigi.
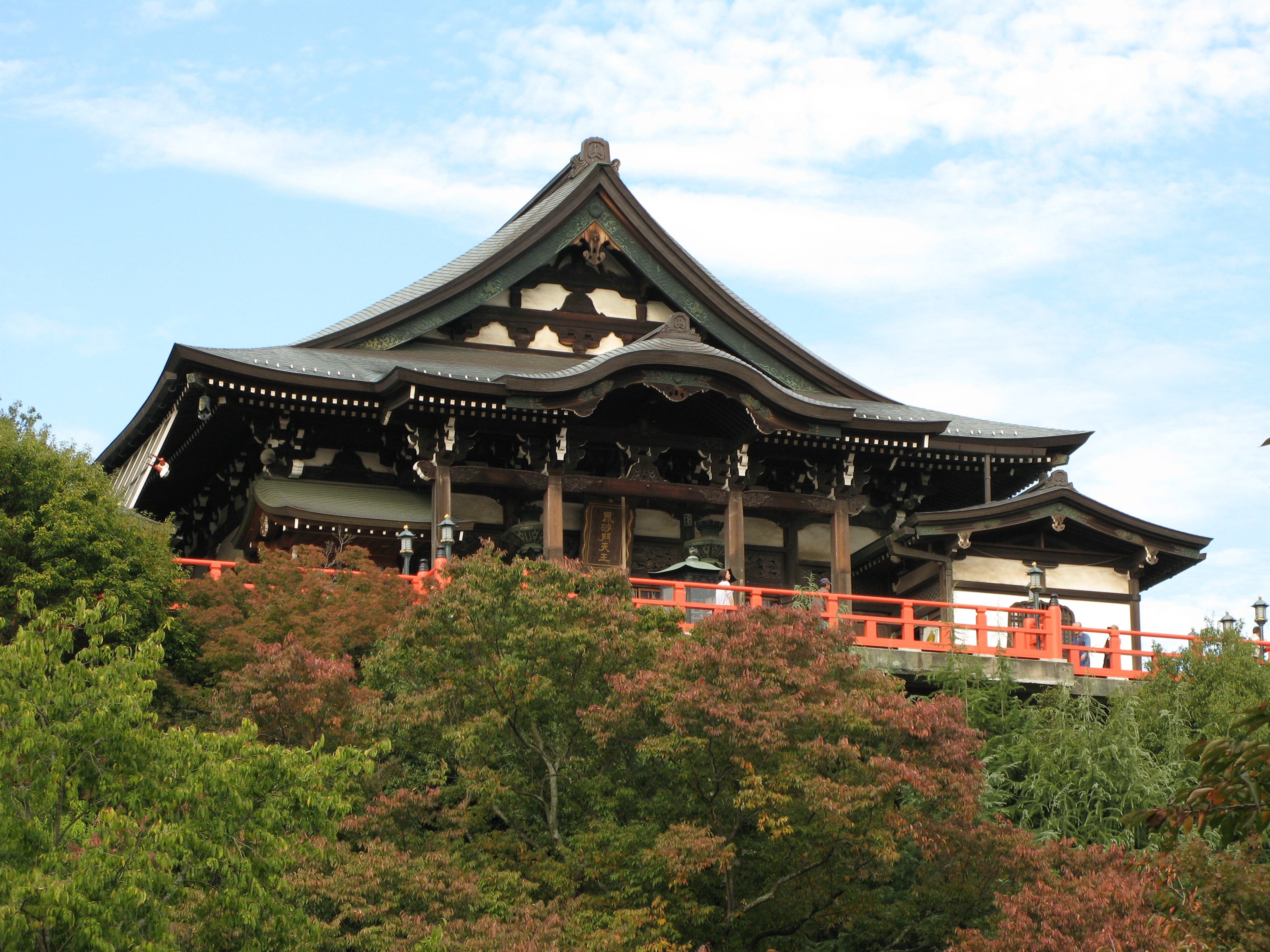
Chōgosonshi-ji.
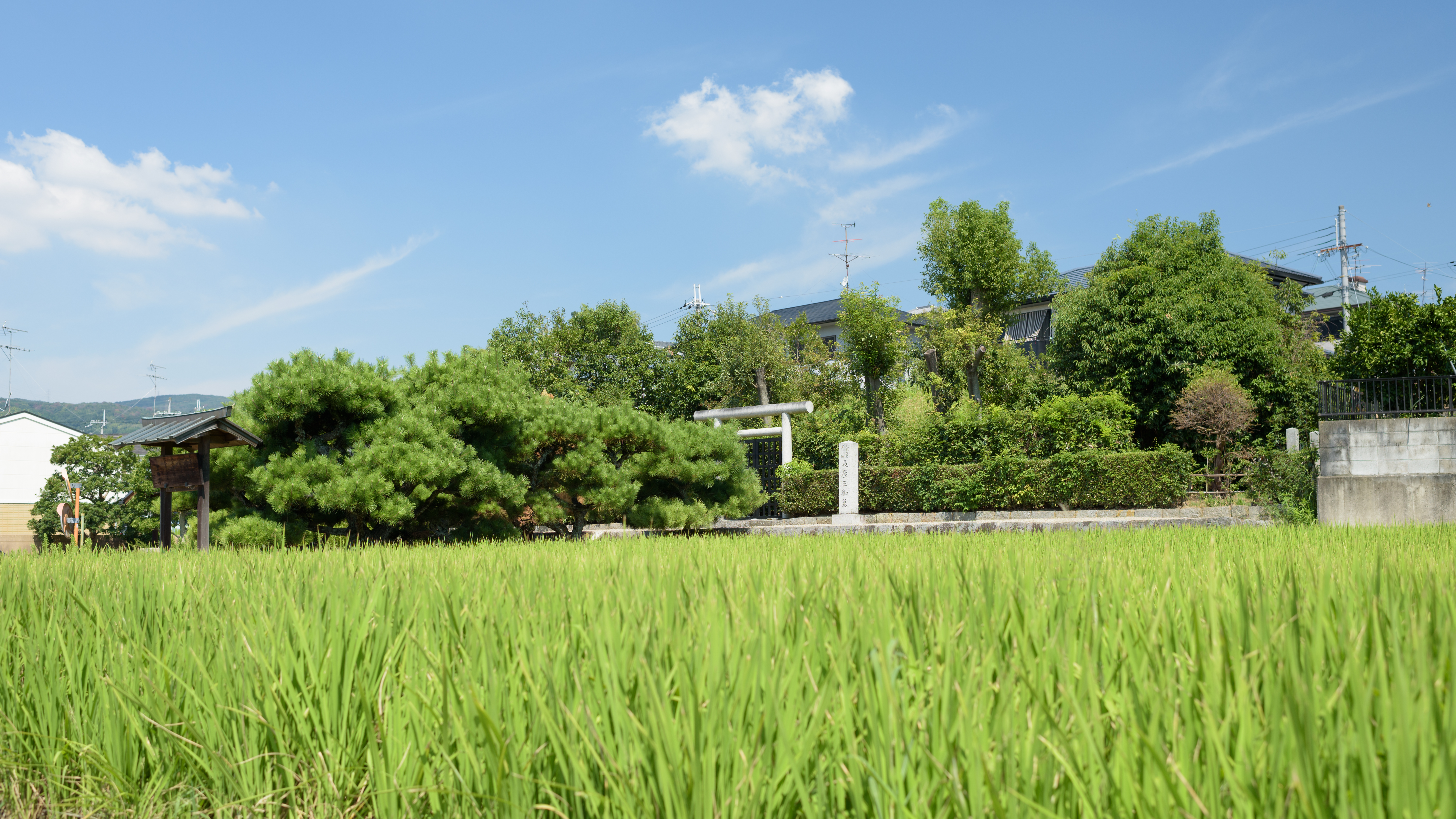
Tombe de Nagaya.